# 上海金融街购物中心
上海金融街购物中心是位於中國上海市靜安區中興路的一個商場。該商場由金融街控股集团投資，由Lead 8、SWA集团联合参与设计，面积为6万平方米。地下2层、地上3层。
2022年12月，上海金融街购物中心试运营。